# Nos étoiles contraires (film)
Cet article concerne le film de Josh Boone. Pour le roman de John Green, voir Nos étoiles contraires.
Pour plus de détails, voir Fiche technique et Distribution.
Nos étoiles contraires (The Fault in Our Stars) est un film dramatique romantique américain réalisé par Josh Boone, sorti en 2014. Il s’agit de l'adaptation du roman homonyme (2012) de John Green.
Le film met en scène Hazel Grace Lancaster, 16 ans, qui vit avec un cancer de la thyroïde ayant métastasé à ses poumons. Sa mère, pensant qu'elle est dépressive, l'encourage à intégrer un groupe de soutien pour jeunes malades. Lors d'une réunion, elle rencontre Augustus "Gus" Waters, en rémission d'un cancer des os qui lui a coûté une jambe. Une relation singulière s'installe entre eux, oscillant entre amitié et amour, insouciance et conscience de la maladie. Gus, tombé sous le charme de Hazel, décide de tout faire pour l'aider à réaliser son rêve : rencontrer Peter Van Houten, l'auteur de son roman préféré.
Il est sélectionné et projeté en avant-première mondiale en mai 2014 au Festival international du film de Seattle.

## Synopsis
Hazel Grace Lancaster, une adolescente de 16 ans vivant à Indianapolis, lutte contre un cancer de la thyroïde qui s'est propagé à ses poumons. Sa mère, Frannie, inquiète pour son moral, l'encourage à rejoindre un groupe de soutien pour jeunes malades. Lors d'une de ces réunions, Hazel fait la connaissance d'Augustus "Gus" Waters, un ancien basketteur charismatique en rémission d'un ostéosarcome qui lui a coûté une jambe. Il est présent pour soutenir son ami Isaac, atteint d'un cancer des yeux.
Hazel et Gus se rapprochent rapidement, partageant leurs passions et leurs lectures. Hazel lui fait découvrir Une Affliction Impériale, un roman qui la bouleverse par sa réflexion sur la maladie et la mort. Le livre se termine abruptement, en plein milieu d'une phrase, laissant de nombreuses questions en suspens. Peter Van Houten, l'auteur, vit reclus à Amsterdam et refuse de communiquer avec ses lecteurs. Gus, déterminé à aider Hazel, contacte l'assistante de Van Houten, Lidewij, et apprend que l'écrivain acceptera de les rencontrer à condition qu'ils se rendent aux Pays-Bas. Grâce à une fondation réalisant les vœux des enfants malades, Gus obtient des billets pour Amsterdam.
Avant leur départ, Hazel est hospitalisée en raison d'une complication pulmonaire, retardant le voyage. Une fois autorisée à voyager, elle part avec Gus et sa mère. À Amsterdam, Gus avoue à Hazel qu'il est amoureux d'elle. Ils rencontrent Van Houten, mais l'écrivain se révèle être un homme aigri et alcoolique, qui refuse de répondre à leurs questions et se moque de leur condition. Déçus, ils quittent la maison, mais Lidewij leur offre une visite à la Maison Anne Frank, où Hazel et Gus échangent leur premier baiser.
Le lendemain, Gus révèle à Hazel que son cancer est revenu et s'est propagé, rendant son état terminal. Ils rentrent aux États-Unis, où la santé de Gus se dégrade rapidement. Il organise un "pré-enterrement" en compagnie de Hazel et Isaac, lors duquel Hazel lui lit un éloge funèbre, affirmant qu'elle ne regrettera jamais leur histoire. Huit jours plus tard, Gus meurt.
Lors de l'enterrement de Gus, Hazel est surprise par la présence de Van Houten. Il lui explique que son roman est inspiré de sa fille, morte d'une leucémie. Hazel, encore en colère, rejette ses explications. Plus tard, Isaac lui apprend que Gus avait demandé à Van Houten de l'aider à écrire un éloge funèbre pour elle. Hazel retrouve la lettre de Gus, où il exprime son amour et son acceptation de la mort. En la lisant, elle s'allonge sur l'herbe et contemple le ciel, apaisée.

## Fiche technique
- Titre original : The Fault in our Stars
- Titre français et québécois : Nos étoiles contraires
- Réalisation : Josh Boone
- Scénario : Scott Neustadter et Michael H. Weber, d'après le roman éponyme (The Fault in Our Stars) de John Green
- Direction artistique : Gregory A. Weimerskirch
- Décors : Merissa Lombardo
- Costumes : Diane Collins
- Photographie : Ben Richardson
- Montage : Robb Sullivan
- Musique : Katrina Schiller
- Production : Chris Golden Evans et Wyck Godfrey et Marty Bowen
- Sociétés de production : Temple Hill Entertainment et Fox 2000 Pictures et TSG Entertainment (coproductions)
- Société de distribution : 20th Century Fox
- Budget : 12 millions de dollars[1]
- Pays d’origine :  États-Unis
- Langue originale : Anglais
- Format : couleur - 35 mm - 1.85:1 - son Dolby numérique
- Genre : drame romantique
- Durée : 125 minutes (version cinéma) / 133 minutes (version longue)
- Dates de sortie :
  - États-Unis : 16 mai 2014 (Festival international du film de Seattle) ; 6 juin 2014 (sortie nationale)
  - Belgique : 18 juin 2014
  - France, Suisse romande : 20 août 2014

## Distribution
- Shailene Woodley (VF : Jessica Monceau, VQ : Véronique Clusiau) : Hazel Grace Lancaster
- Ansel Elgort (VF : Victor Naudet, VQ : Kevin Houle) : Augustus « Gus » Waters
- Nat Wolff (VF : Julien Bouanich, VQ : Xavier Dolan) : Isaac
- Willem Dafoe (VF : Dominique Collignon-Maurin, VQ : Guy Nadon) : Peter Van Houten
- Laura Dern (VF : Rafaèle Moutier, VQ : Anne Bédard) : Mme Lancaster, la mère de Hazel
- Sam Trammell (VF : Arnaud Bedouët, VQ : [Michel M. Lapointe) : Mr Lancaster, le père de Hazel
- Milica Govich : Mme Waters, la mère de Gus
- David Whalen (VF : Bertrand Nadler) : Mr Waters, le père de Gus
- Lotte Verbeek (VF : Lara Suyeux, VQ : Viviane Pacal) : Lidewij Vliegenthart
- Mike Birbiglia (VF : Stéphane Pouplard) : Patrick, du groupe de soutien
- Emily Peachey : Monica, la copine d'Isaac
- Ana Dela Cruz : Dr Maria
- Emily Bach : la mère de Monica
- John Green : le père de la fille qui, dans l'aéroport, demande à Hazel Grace ce qu'est la canule qu'elle porte.

- Version française
  - Société de doublage : Dubbing Brothers
  - Direction artistique : Béatrice Delfe
  - Adaptation des dialogues : Juliette Caron et Manuel Delilez

Source  et 

## Production
|                                                                                    |  |  |
| Les acteurs principaux Shailene Woodley et Ansel Elgort l'année de sortie du film. |  |  |

### Attribution des rôles
Hailee Steinfeld et Liana Liberato postulent pour le rôle de Hazel Grace Lancaster, et Brenton Thwaites, Nick Robinson, Noah Silver et Nat Wolff, qui obtient à la place le rôle d'Isaac, ont été pressentis pour le rôle d'Augustus Waters C'est Shailene Woodley qui recommande fortement Ansel Elgort pour le rôle principal masculin, après avoir tourné avec lui la saga Divergente.

### Tournage
Le réalisateur et l’équipe du tournage commencent à filmer le 26 août 2013 entre Pittsburgh, en Pennsylvanie et Amsterdam jusqu’au 16 octobre, avec la présence de l'auteur du roman John Green sur le plateau pour voir son œuvre prendre vie et réaliser quelques vidéos pour son blog personnel[réf. nécessaire].

## Accueil

### Promotion
La bande annonce originale, sortie le 29 janvier 2014, après moins de vingt-quatre heures, est vue plus de 3 millions de fois, puis après une semaine, elle dépasse les 15 millions. En juillet 2014, elle dépasse les 27 millions de vues : elle est alors la plus « likée » de l'histoire de YouTube.

### Critique
Sur le site Allociné, le film reçoit des critiques mitigées de la presse avec une moyenne de 2,8/5 pour 22 critiques et des critiques très positives des spectateurs, avec une moyenne de 4,4/5 pour 7 472 notes dont 975 critiques.
Sur le site LeMagduCiné, les critiques sont plutôt élogieuses notamment par rapport au duo des acteurs principaux, Shailene Woodley et Ansel Elgort.

### Box-Office
| Pays ou région | Box-office     | Date d'arrêt du box-office | Nombre de semaines |
| -------------- | -------------- | -------------------------- | ------------------ |
| États-Unis     | 124 872 350 $, | 4 septembre 2014           | -                  |
| France         | 1 037 193      | -                          | -                  |
| Monde          | 307 166 834 $  | 4 septembre 2014           | -                  |

Face à des blockbusters de l'été comme Maléfique ou Edge of Tomorrow, Nos étoiles contraires s'impose au Box-Office Américain avec le budget relativement bas de 12 millions de dollars,.

## Distinctions

### Récompenses
- Golden Trailer Awards 2014[12] : meilleure bande annonce pour une romance
- Teen Choice Awards 2014[13] :
  - Meilleur film dramatique
  - Meilleur acteur dans un film dramatique pour Ansel Elgort
  - Meilleure actrice dans un film dramatique pour Shailene Woodley
  - Révélation de l'année pour Ansel Elgort
  - Meilleur voleur de scène pour Nat Wolff
  - Meilleure alchimie pour Ansel Elgort, Shailene Woodley et Nat Wolff
  - Meilleur baiser pour Ansel Elgort et Shailene Woodley
- Young Hollywood Awards 2014[14] :
  - Meilleur film
  - Acteur préféré pour Ansel Elgort
  - Meilleur couple à l'écran pour Ansel Elgort et Shailene Woodley
  - Meilleure alchimie pour Ansel Elgort et Shailene Woodley
- Festival du film de Hollywood 2014 : Hollywood Breakout Performance Award pour Shailene Woodley

### Nominations et sélections
- Festival international du film de Seattle 2014

- Young Hollywood Awards 2014[14]
  - Actrice préférée pour Shailene Woodley
  - Révélation de l'année pour Ansel Elgort

- Critics' Choice Movie Awards 2015 : meilleur espoir pour Ansel Elgort

## Analyse

### Impact du film

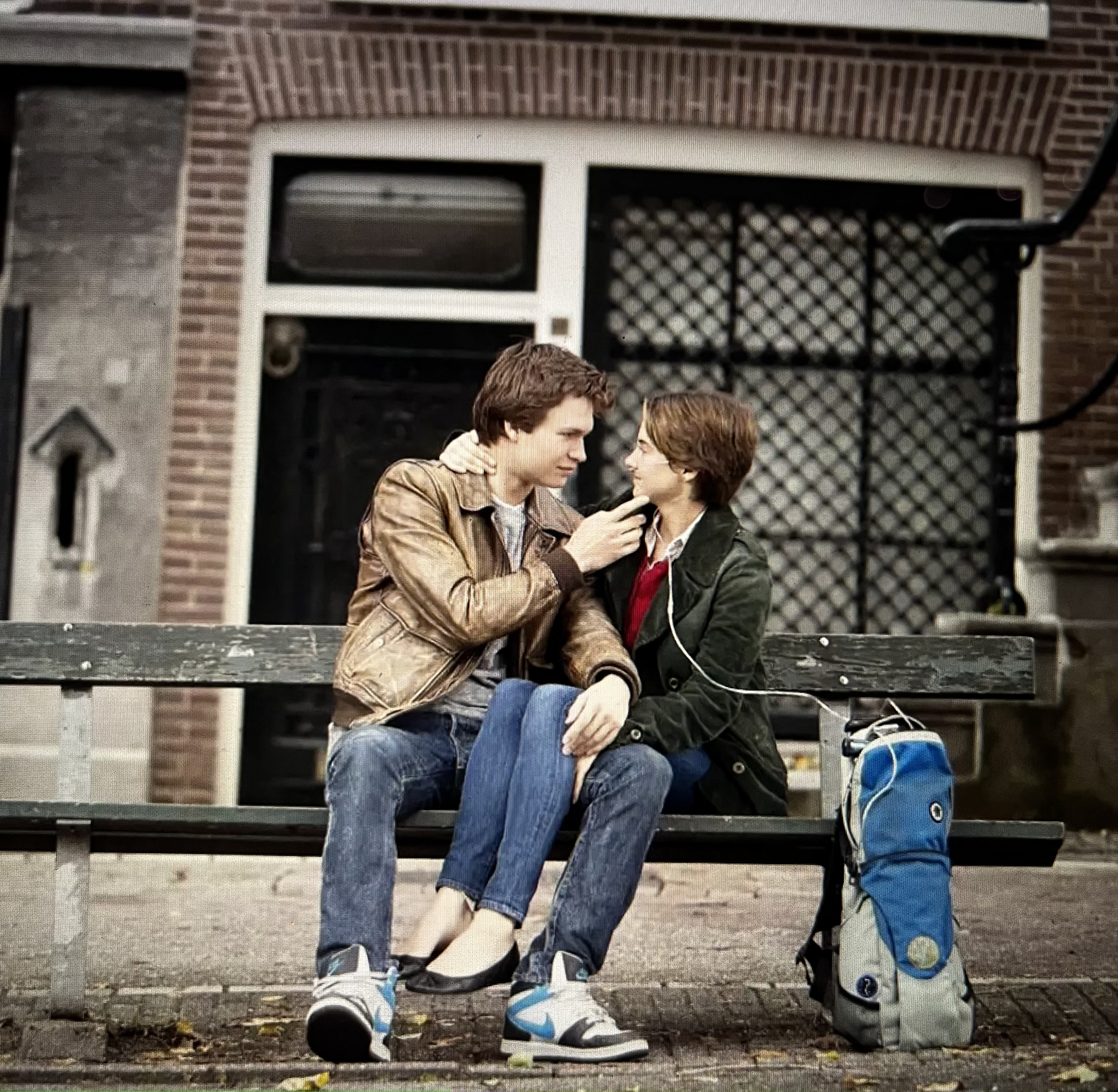
Les deux protagonistes du film.

Le film a eu un impact significatif sur la population depuis sa sortie. Le film aborde des thèmes profonds tels que l'amour, la maladie et la mortalité d'une manière émotionnelle et sincère. Il a touché de nombreuses personnes en mettant en lumière la lutte des jeunes atteints de cancer et en racontant une histoire d'amour touchante entre les personnages principaux. L'impact du film va au-delà du divertissement, car il a suscité des conversations sur des questions importantes liées à la vie, la mort et la réalisation de nos rêves. Les dialogues et les situations du film abordent des sujets existentiels, encourageant les discussions sur la façon dont nous devrions vivre nos vies, poursuivre nos rêves, et exprimer nos sentiments pour ceux que nous chérissons. Cette authenticité émotionnelle soulevée par le film a donc incité les spectateurs à réfléchir de manière plus profonde sur les aspects fondamentaux de la vie, de la mort et de la poursuite du bonheur. Le plus grand mérite du film est « sa façon d'aborder, de front, la question de la mort. »Par exemple dans le film  « Gus organise ses pré-funérailles, il tient à assister aux éloges funèbres qu’Hazel prononcera le jour de son enterrement. » Le film a contribué à sensibiliser le public aux défis auxquels sont confrontés les patients atteints de maladies graves, il nous montre aussi que lorsqu’on fait face à des maladies mortelles le temps est compté, « Hazel, qui a peur de s’impliquer dans une relation dont le temps est compté. » Il a humanisé l'expérience des patients, suscité l'empathie envers eux et a ouvert des discussions sur des questions médicales et éthiques importantes. De plus, il a inspiré des actions et des activités pour soutenir les patients et améliorer la recherche médicale dans ce domaine. Nos Étoiles Contraires a marqué le public par sa sincérité et sa puissance émotionnelle, laissant une empreinte durable dans la culture cinématographique.